# 神よツァーリを護り給え
『神よツァーリを護り給え』（かみよツァーリをまもりたまえ、ロシア語: Боже, царя храни）は、ロシア帝国の国歌。

## 概要
歌は1833年に開かれたコンテストで、詩人ヴァシーリー・アンドレーエヴィチ・ジュコーフスキー（Василий Андреевич Жуковский; 1783年 - 1852年）作詞、バイオリン奏者アレクセイ・フョードロヴィチ・リヴォフ（Алексей Фёдорович Львов; 1799年? - 1870年）公の作曲したものが選ばれ、同年12月23日ボリショイ劇場で初めて公開され、30日に正式に国歌に制定された。1917年まで国歌として使われたが、ロシア革命（二月革命）により帝政が崩壊すると廃止され、臨時政権下では労働者のラ・マルセイエーズが国歌とされた。その後、1922年にソビエト連邦が成立すると、インターナショナルが新しい国歌となる。
楽曲はチャイコフスキー作曲の「序曲1812年」のフィナーレや「スラヴ行進曲」、「デンマーク国歌による祝典序曲」、「ピョートル大帝生誕200年記念カンタータ」（Кантата «В память 200-летия рождения Петра Великого»）フィナーレに引用され、また、米国ペンシルベニア州の州歌である「ペンシルベニア万歳 (Hail, Pennsylvania!)」や "God, the Omnipotent!"、Order of the Arrow の公式歌である "Firm Bound in Brotherhood" では同じ楽曲を別の歌詞と共に使っている。なお、ロシア帝国を否定したソ連時代には、チャイコフスキーの上記の作品などにおいて、この曲の引用部分を削除して別の曲に差し替えた改竄版が作成されていた（現在は元に戻されている）。

## 歌詞
全部で7番まであり、各節では前半と後半でそれぞれ2回繰り返す。

### 日本語訳
1番のみ。
神よ、ツァーリを護り給え!

力強い、偉大なる、

栄光のうちに君臨し給え、

栄光のうちに我らに!

恐怖のうちに敵に君臨せよ、

正教のツァーリ、

神よ、ツァーリを、

ツァーリを護り給え!